# Forsythia
Forsythia Vahl, 1804 è un genere di piante angiosperme della famiglia delle Oleacee, che comprende specie in maggior parte originarie dell'Asia orientale (Cina, Corea e Giappone), con una sola specie (Forsythia europaea Degen & Bald.) nativa della penisola balcanica.
Il nome del genere è in onore di William Forsyth, uno dei fondatori della Royal Horticultural Society.

## Descrizione
Si tratta di arbusti a fogliame deciduo che raggiungono l'altezza di 1–3 m.
Fioriscono alla fine dell'inverno prima dell'emissione delle foglie, ricoprendosi di fiori di colore giallo-zolfo. I fiori sono gamopetali con una corolla di 4 lobi ed un calice ridotto, con incisure dei lobi molto profonde.
Le foglie sono opposte, oblunghe o tondeggianti, a volte seghettate.
Il frutto è una capsula plurisperma.

## Tassonomia
Il genere comprende le seguenti specie:
- Forsythia europaea Degen & Bald.
- Forsythia giraldiana Lingelsh.
- Forsythia japonica Makino
- Forsythia koreana (Rehder) Nakai
- Forsythia likiangensis Ching & K.M.Feng
- Forsythia × mandschurica Uyeki
- Forsythia mira M.C.Chang
- Forsythia nakaii (Uyeki) T.B.Lee
- Forsythia ovata Nakai
- Forsythia suspensa (Thunb.) Vahl, comunemente detta “piangente”
- Forsythia togashii H.Hara
- Forsythia viridissima Lindl.

## Coltivazione
Gradisce posizione soleggiata, sopporta qualunque tipo di terreno purché fresco, anche se resiste bene alla siccità e al gelo.
La potatura dei rami di 1 anno va effettuata tutti gli anni dopo la fioritura, lasciando poche gemme per far sviluppare nuovi getti vigorosi, sui quali si avrà la fioritura nella primavera successiva, mentre i rami più vecchi vanno eliminati. In particolare richiede un bel taglio subito dopo la fioritura di febbraio-marzo (che consente lo sviluppo durante tutta la stagione dei nuovi rami destinati a fiorire l'anno successivo). Purtroppo, invece, viene spessissimo potata in inverno, perdendo così il 90% della sua splendida fioritura.
Industrialmente si coltivano le varietà per la produzione di rami legnosi fioriti, che vengono raccolti precocemente e forzati in ambiente caldo umido come per i Prunus.
La moltiplicazione avviene facilmente per talea legnosa, utilizzando i rami di 1 anno potati dopo la fioritura; per margotta o propaggine; è possibile la coltivazione in vaso per decorare i terrazzi.

## Nella cultura di massa
Il genere Forsythia viene citato nel film Contagion del 2011, diretto dal regista Steven Soderbergh, in cui il blogger complottista Alan Krumwiede, interpretato dall'attore Jude Law, si accorda con il produttore di un medicinale omeopatico a base di Forsythia per vendere tale prodotto contro un virus chiamato MEV-1, responsabile di una grave malattia ai polmoni ed al sistema nervoso che nel mondo sta provocando milioni di vittime. Egli racconta di aver contratto il virus e di averlo debellato grazie alla cura con Forsythia, facendo credere che tale prodotto sia efficace contro la malattia, e riesce ad ottenere un grande seguito tra la popolazione, ma alla fine viene smascherato (le analisi mediche condotte su di lui non rilevano anticorpi contro il virus, quindi non ne è mai stato affetto) ed arrestato con l'accusa di truffa ed omicidio.